# Bruce Halford
Bruce Halford (Hampton-in-Arden, Warwickshire, 18 mei 1931 - Churston Ferrers, Devon, 2 december 2001) was een Brits Formule 1-coureur. Hij reed tussen 1956 en 1960 (1958 niet) 9 Grands Prix voor de teams Maserati, Lotus en Cooper.